# Philoponella vicina
Espèce
Synonymes
- Uloborus vicinus O. Pickard-Cambridge, 1899

Philoponella vicina est une espèce d'araignées aranéomorphes de la famille des Uloboridae.

## Distribution
Cette espèce se rencontre du Mexique au Costa Rica.

## Description
Les mâles mesurent de 3,32 à 3,74 mm et la femelle 4,2 mm.
Cette araignée non venimeuse, comme toutes les espèces appartenant à la famille Uloboridae, emmaillote ses proies dans des centaines de mètres de soie pour les écraser à mort. L'araignée régurgite ensuite du liquide digestif dans le cocon, puis consomme la proie ainsi pré-digérée et liquéfiée.
Des stabilimenta ornent plus de la moitié des toiles circulaires tissées par Philoponella vicina, habituellement sous la forme de deux lignes pointant vers le haut et vers le bas à partir de l'araignée. Si un seul rayon est décoré, il l'est principalement  au-dessus de l'araignée. Certaines araignées construisent des toiles de retraite qui ne sont pas utilisées pour la capture des proies. Celles-ci contiennent parfois des stabilimenta, ce qui suggère que la capture des proies ne joue aucun rôle dans leur construction. Lorsqu'elle est dérangée, l'araignée s'enfuit vers le haut, le long d'une des lignes des stabilimenta.

## Systématique et taxinomie
Cette espèce a été décrite par Frederick Octavius Pickard-Cambridge en 1899 sous le protonyme Uloborus vicinus. Elle a été placée dans le genre Philoponella par Pekka T. Lehtinen en 1967.

## Publication originale
- F. O. Pickard-Cambridge, 1899 : Arachnida - Araneida and Opiliones. Biologia Centrali-Americana, Zoology. London, vol. 2, p. 41-88 (texte intégral).